# Neoapaloxylon
Neoapaloxylon là một chi thực vật có hoa trong họ Đậu.